# 柏保路·科奴斯
柏保路·科奴斯·马利亚（西班牙語：Pablo Fornals Malla，發音：[ˈpaβlo foɾˈnals]；1996年12月22日—）是一名西班牙職業足球員，主踢進攻中場位置，現效力於西甲球隊貝迪斯。
在西甲的四個賽季，他為馬拉加和維拉利爾一共上陣129場比賽和射入12個入球。2019年，他簽約轉會至英超球隊韋斯咸。科奴斯於2016年開始他在西甲以正選球員上陣。

## 球員生涯

### 馬拉加
科奴斯出生於華倫西亞自治區的卡斯特利翁，於2012年以16歲加入馬拉加的青年軍。他在2014-15賽季西丙的預備隊中首次上陣。
科奴斯於2015年9月26日在西甲為一隊上陣的首場比賽，當時與皇家馬德里比賽，並以0-0打和。兩個月零兩天後，他在玫瑰園球場與安達盧西亞的鄰隊格蘭納達進行比賽，在打和2-2的比賽中在入替杜達四分鐘後射入首個頂級聯賽入球。
2016年12月4日，科奴斯在維拉利爾以2–2的比賽中再次入球。

### 維拉利爾
2017年7月24日，以前身為青年軍效力的球隊維拉利爾在支付1200萬歐元的買斷條款價格後簽入科奴斯，為期5年，科奴斯因而離開馬拉加。隨後的1月13日，他在一次反攻的機會下以一個遲來的笠射為新球會射入首個入球，使他的新球隊於聖地牙哥·班拿貝球場以1-0首次擊敗皇家馬德里。
2018年9月26日，科奴斯在對畢爾包的作客以一記50碼中距離窩利抽射在聯賽中射入是季首個入球，最終以3-0獲勝。

### 韋斯咸
2019年6月14日，科奴斯與韋斯咸簽下一份為期五年的合約，據稱轉會費為2400萬英鎊，這使他成為該英超球會第二高轉會費的簽入球員。他於8月10日進行了英超聯賽首戰，在主場以0-5被曼城擊敗的比賽中，在半場時間入替米查爾·安東尼奧。科奴斯在8月27日在聯賽盃第二輪比賽中為新球隊射入自己的首球，以2比0戰勝紐波特郡。
2021年5月23日，英超联赛第38轮西漢姆主场對上南安普敦3-0勝利，福納斯首发出场，梅開二度連進兩球，是球隊前進欧足联欧洲联赛的功臣之一。

## 國際賽生涯
2016年3月28日，科奴斯首次代表西班牙U21在新孔多米納球場上的比賽中打足90分鐘以1-0擊敗挪威。5月17日，維辛迪·迪保斯基徵召他入國家隊與波斯尼亞和黑塞哥維那進行一場友誼賽，他在12天後在瑞士聖加侖的AFG競技場首次上陣入替米基·聖荷西，最終以3比1獲勝。
同年6月，科奴斯為西班牙U21隊贏得2019年U21歐洲國家盃。在意大利和聖馬力諾舉行的比賽中，他在對比利時（2-1）和波蘭（5-0）的兩場小組賽中取得入球。

## 榮譽

### 球會
韋斯咸
- 歐協聯冠軍 : 2022-23[23]

### 國家隊
西班牙U21
- U21歐洲國家盃冠軍：2019年

## 外部連結
- Soccerway資料庫：柏保路·科奴斯
- 柏保路·科奴斯在BDFutbol中的档案
- 柏保路·科奴斯在 National-Football-Teams.com 上的出场纪录